# Aleja kasztanowców Piotrowo – Koninko
Aleja kasztanowców Piotrowo – Koninko – pomnik przyrody, zabytkowa aleja kasztanowców, rosnąca wzdłuż bezimiennej ulicy na Sypniewie w Poznaniu w bezpośrednim sąsiedztwie pętli autobusowej Sypniewo (linia 158).
Aleja zlokalizowana jest w skrajnie południowo-wschodniej części miasta, wzdłuż bezimiennej ulicy łączącej Sypniewo z Koninkiem. Przy trakcie rosną 192 drzewa – kasztanowce zwyczajne. Blisko kilometrową aleję (dwustronną) posadził przyrodnik Felicjan Sypniewski około połowy XIX wieku. Korony w wielu miejscach stykają się, tworząc tunel. Pnie są bardzo zróżnicowane – od prostych, poprzez Y-kształtne, do nietypowo powyginanych. Część z nich nie jest w dobrym stanie (dziuple, próchno, ślady uderzeń samochodów). Były też atakowane przez szrotówka kasztanowcowiaczka. Wysokość drzew waha się między 9 a 24 metry, a obwody dochodzą do 350 cm. Droga jest niebezpieczna, pozbawiona poboczy, a drzewa, jak i piesi narażeni na uderzenia samochodów.
W pobliżu znajduje się dwór na Piotrowie, Baza Lotnicza Krzesiny oraz przepływają Pietrzynka i Kopel.